# リーガ・エスパニョーラ1994-1995
リーガ・エスパニョーラ1994-1995は、スペインの国内プロサッカーリーグ、リーガ・エスパニョーラの1部リーグのプリメーラ・ディビシオンの64回目のシーズンである。1994年9月3日から1995年6月18日に開催された。セグンダ・ディビシオンから昇格し、本季のプリメーラ・ディビシオンに参戦するのは、セグンダ・ディビシオン1993-1994成績上位によって自動昇格した「RCDエスパニョール」・「レアル・ベティス」と、プリメーラ・ディビシオン1993-1994の17位「ラーヨ・バジェカーノ」との入れ替え戦に勝利した「SDコンポステラ」の合わせて3チーム。レアル・マドリードが、プリメーラ・ディビシオン4連覇の「FCバルセロナ」から覇権を取り戻し、1989-1990シーズン以来5季ぶり26回目の優勝を達成した。シーズン終了後に、5位「セビージャFC」と13位「セルタ・デ・ビーゴ」のセグンダ・ディビシオンへの降格騒動が発生した。詳細は、「セビージャFCとセルタ・デ・ビーゴ降格問題」の章にて述べる。一連の騒動の結果、当時プリメーラ・ディビシオンに所属しているチームの権利が優先され、入れ替え戦(降格プレーオフ)や自動降格枠の制度などリーグ制度維持の為必ず厳守しなければならない原則が崩壊してしまった。結果として、本季のプリメーラ・ディビシオン構成クラブで翌1995-1996シーズンにセグンダ・ディビシオンへ降格するのは、最下位の「CDログロニェス」の1チームのみで、翌シーズン(1995-1996)にプリメーラ・ディビシオンに昇格するのは3チームであり、本来20チームで運営するべきプリメーラ・ディビシオンが22チームに拡大させられることになった。

## 順位
| 順位 | クラブ名                       | 勝点 | 勝 | 分 | 負 | 得点 | 失点 | 差  | 備考                                                 |
| ---- | ------------------------------ | ---- | -- | -- | -- | ---- | ---- | --- | ---------------------------------------------------- |
| 1    | レアル・マドリード             | 55   | 23 | 9  | 6  | 76   | 29   | +47 | UEFAチャンピオンズリーグ1995-96 グループリーグ出場権 |
| 2    | デポルティーボ・ラ・コルーニャ | 51   | 20 | 11 | 7  | 68   | 32   | +51 | UEFAカップウィナーズカップ 1995-96出場権             |
| 3    | レアル・ベティス               | 46   | 15 | 16 | 7  | 46   | 25   | +21 | UEFAカップ 1995-96 一回戦出場権                      |
| 4    | FCバルセロナ                   | 46   | 18 | 10 | 10 | 60   | 45   | +15 | UEFAカップ 1995-96 一回戦出場権                      |
| 5    | セビージャFC                   | 43   | 16 | 11 | 11 | 55   | 41   | +14 | UEFAカップ 1995-96 一回戦出場権                      |
| 6    | RCDエスパニョール              | 43   | 14 | 15 | 9  | 51   | 35   | +16 |                                                      |
| 7    | レアル・サラゴサ               | 43   | 18 | 7  | 13 | 56   | 51   | +5  | UEFAカップウィナーズカップ 1995-96出場権             |
| 8    | アスレティック・ビルバオ       | 42   | 16 | 10 | 12 | 39   | 42   | -3  |                                                      |
| 9    | レアル・オビエド               | 39   | 13 | 13 | 12 | 45   | 42   | +3  |                                                      |
| 10   | バレンシアCF                   | 38   | 13 | 12 | 13 | 53   | 48   | +5  |                                                      |
| 11   | レアル・ソシエダ               | 38   | 12 | 14 | 12 | 56   | 44   | +12 |                                                      |
| 12   | ラシン・サンタンデール         | 36   | 13 | 10 | 15 | 42   | 47   | -5  |                                                      |
| 13   | セルタ・デ・ビーゴ             | 36   | 11 | 14 | 13 | 36   | 48   | -12 |                                                      |
| 14   | アトレティコ・マドリード       | 35   | 13 | 9  | 16 | 56   | 54   | +2  |                                                      |
| 15   | CDテネリフェ                   | 35   | 13 | 9  | 16 | 57   | 57   | 0   |                                                      |
| 16   | SDコンポステラ                 | 34   | 11 | 12 | 15 | 44   | 56   | -12 |                                                      |
| 17   | アルバセテ・バロンピエ         | 34   | 10 | 14 | 14 | 44   | 61   | -17 | セグンダ・ディビシオン4位との入れ替え戦              |
| 18   | スポルティング・デ・ヒホン     | 28   | 8  | 12 | 18 | 42   | 67   | -25 | セグンダ・ディビシオン3位との入れ替え戦              |
| 19   | レアル・バリャドリード         | 25   | 8  | 9  | 21 | 25   | 63   | -38 | セグンダ・ディビシオンに自動降格                     |
| 20   | CDログロニェス                 | 13   | 2  | 9  | 27 | 15   | 79   | -64 | セグンダ・ディビシオンに自動降格                     |

1. ↑  デポルティーボ・ラ・コルーニャはコパ・デル・レイ1994-95に優勝した為、出場権を獲得。
2. ↑  セビージャFCはスペインサッカー連盟の定めた期限までに決算報告を提出しなかった罰則として、3部のセグンダ・ディビシオンBに降格する処分が下されたが、処分が取り消された為、翌1995-1996シーズンのプリメーラ・ディビシオン残留決定。詳細は「セビージャFCとセルタ・デ・ビーゴ降格問題」参照のこと。
3. ↑  レアル・サラゴサは前回UEFAカップウィナーズカップ 1994-95に優勝した為、ディフェンディングチャンピオンとして出場枠を獲得。
4. ↑  セルタ・デ・ビーゴはスペインサッカー連盟の定めた期限までに決算報告を提出しなかった罰則として、3部のセグンダ・ディビシオンBに降格する処分が下されたが、処分が取り消された為、翌1995-1996シーズンのプリメーラ・ディビシオン残留決定。詳細は「セビージャFCとセルタ・デ・ビーゴ降格問題」参照のこと。
5. ↑  アルバセテ・バロンピエ<は入れ替え戦で敗退したのにもかかわらず、翌1995-1996シーズンのプリメーラ・ディビシオン残留決定。詳細は「セビージャFCとセルタ・デ・ビーゴ降格問題」参照のこと。
6. ↑  レアル・バリャドリードは自動降格枠の19位にもかかわらず、翌1995-1996シーズンのプリメーラ・ディビシオン残留決定。詳細は「セビージャFCとセルタ・デ・ビーゴ降格問題」参照のこと。

## 入れ替え戦(降格プレーオフ)結果
| 第1戦:       |     |                            |
| ホームチーム |     | アウェーチーム             |
| UEリェイダ   | 2-2 | スポルティング・デ・ヒホン |
| UDサラマンカ | 0-2 | アルバセテ・バロンピエ     |

| 第2戦:                     |     |                |
| ホームチーム               |     | アウェーチーム |
| スポルティング・デ・ヒホン | 3-2 | UEリェイダ     |
| アルバセテ・バロンピエ     | 0-5 | UDサラマンカ   |

| トータルスコア:            |     |                        |                                                           |
| スポルティング・デ・ヒホン | 5-4 | UEリェイダ             | 1勝し、得点合計も上回ったスポルティング・デ・ヒホンが勝利 |
| UDサラマンカ               | 5-2 | アルバセテ・バロンピエ | お互い1勝1敗だが、得点合計が上回ったUDサラマンカが勝利    |

「UDサラマンカ」が1995-1996シーズンの"プリメーラ・ディビシオン(スペイン1部リーグ)"に昇格し、「スポルティング・デ・ヒホン」がプリメーラ・ディビシオン残留を決めた。

プリメーラ・ディビシオン昇格に失敗した「UEリェイダ」がセグンダ・ディビシオンに残留。

「アルバセテ・バロンピエ」 が1996-1997シーズンの"セグンダ・ディビシオン(スペイン2部リーグ)"へ一度は降格が決定したが、順位的にアルバセテ・バロンピエより上位に当たる「セビージャFC」と「セルタ・デ・ビーゴ」2チームのセグンダ・ディビシオンB降格問題が発生し、両チームの降格で空きが生じる2つのチーム枠を埋める為、入れ替え戦の勝敗に関わらずアルバセテ・バロンピエのプリメーラ・ディビシオン残留が承認される。(詳細は、次章:「セビージャFCとセルタ・デ・ビーゴ降格問題」参照のこと。)

## セビージャFCとセルタ・デ・ビーゴ降格問題
シーズン終了後の7月31日に、スペインサッカー連盟はプリメーラ・ディビシオン5位「セビージャFC」と13位「セルタ・デ・ビーゴ」が、連盟の定めた期限までに決算報告を提出しなかった罰則として、プロ資格の剥奪とスペインリーグ3部に相当するアマ組織のセグンダ・ディビシオンB(スペインでは1部のプリメーラ・ディビシオン2部のセグンダ・ディビシオンまではプロ組織であり、プロ資格の剥奪によって1部と2部の両リーグに所属できなくなる)に降格する処分を出した。

それまでの時点では、降格圏外の上位16チームのほかに、入れ替え戦に勝利して残留を決めた18位「スポルティング・デ・ヒホン」と昇格を決めた「UDサラマンカ」、自動降格2チームと入れ替わる形でプリメーラ・ディビシオン昇格を決めている「CPメリダ」・「ラーヨ・バジェカーノ」で20チームの枠は全て決定していたのだが、1995-1996シーズン開幕を間近に控える中「セビージャFC」と「セルタ・デ・ビーゴ」の降格問題が発生して、2つのチーム枠の空きが突如できたのである。

連盟は、2つのチーム枠を埋める為、入れ替え戦に敗退した17位「アルバセテ・バロンピエ」と、自動降格となっている2つのチームの内で上位に当たる19位の「レアル・バリャドリード」について、1部残留を承認した。

しかし、本来なら降格圏内ではないチームの降格処分に対してスペイン各地で処分取り消し運動が捲き起こり、「セビージャFC」と「セルタ・デ・ビーゴ」の降格処分が取り消されることになった。

一方、処分取り消しの決定に対して「アルバセテ・バロンピエ」と「レアル・バリャドリード」が抗議し、その結果、1995-1996と1996-1997の2シーズンに限り、従来の20チームに2チームを加えた22チームでの拡大が認められることになった。

1. ↑  http://noticias.juridicas.com/base_datos/Admin/l30-1992.html
2. ↑  https://web.archive.org/web/20010726234322/http://www.geocities.co.jp/athlete/3770/datos/historia.html
3. ↑  http://www.futbolme.com/laliga/porjornadas/index2.asp?D1=1994

## ピチーチ賞
最も多く得点を挙げた選手にはピチーチ賞が贈られる。
| 順位 | 選手                         | クラブ                         | ゴール数 |
| ---- | ---------------------------- | ------------------------------ | -------- |
| 1    | イバン・サモラーノ           | レアル・マドリード             | 28       |
| 2    | メホ・コドロ                 | レアル・ソシエダ               | 25       |
| 3    | ウラジミール・グデリ         | セルタ・デ・ビーゴ             | 17       |
| 3    | ダヴォール・シューケル       | セビージャFC                   | 17       |
| 5    | ベベット                     | デポルティーボ・ラ・コルーニャ | 16       |
| 5    | フアン・エスナイデル         | レアル・サラゴサ               | 16       |
| 7    | フアン・アントニオ・ピッツィ | CDテネリフェ                   | 15       |
| 8    | カルロス・ムニョス           | レアル・オビエド               | 14       |
| 8    | アンヘル・クエリャル         | レアル・ベティス               | 14       |
| 8    | クリストファー・オーエン     | SDコンポステラ                 | 14       |

## サモラ賞
平均失点数が最も低いゴールキーパーにはサモラ賞が贈られる。
| 順位 | 選手                       | クラブ                   | 試合 | 失点 | 失点率 |
| ---- | -------------------------- | ------------------------ | ---- | ---- | ------ |
| 1    | ペドロ・ハロ               | レアル・ベティス         | 38   | 25   | 0.65   |
| 2    | フランシスコ・ブーヨ       | レアル・マドリード       | 37   | 29   | 0.78   |
| 3    | トニ・ヒメネス             | RCDエスパニョール        | 37   | 35   | 0.92   |
| 4    | フアン・カルロス・ウンスエ | セビージャFC             | 38   | 40   | 1.05   |
| 5    | フアン・ホセ・バレンシア   | アスレティック・ビルバオ | 38   | 42   | 1.10   |
| 5    | フアン・ルイス・モラ       | レアル・オビエド         | 37   | 41   | 1.10   |
| 7    | カルレス・ブスケ           | FCバルセロナ             | 32   | 36   | 1.12   |
| 8    | アルベルト・ロペス         | レアル・ソシエダ         | 38   | 44   | 1.15   |
| 9    | ホセ・セバリョス           | ラシン・サンタンデール   | 38   | 48   | 1.26   |
| 9    | アンドニ・スビサレッタ     | バレンシアCF             | 38   | 48   | 1.26   |